# Dichrostachys cinerea
Dichrostachys cinerea es una especie de planta nativa del Viejo Mundo, se encuentra en África, la India, sur de Tailandia y Malasia. En el norte de Australia se la ha considerado como nativa, pero puede tratarse de D. spicata. En América fue introducida en el sur de Estados Unidos, Cuba, La Española y en las islas francesas de Guadalupe, María Galante y Martinica. Se han descrito nueve subespecies y trece variedades. En Cuba recibe los nombres comunes de marabú, aroma, aroma francesa, aroma blanca, espina del diablo y Weyler.

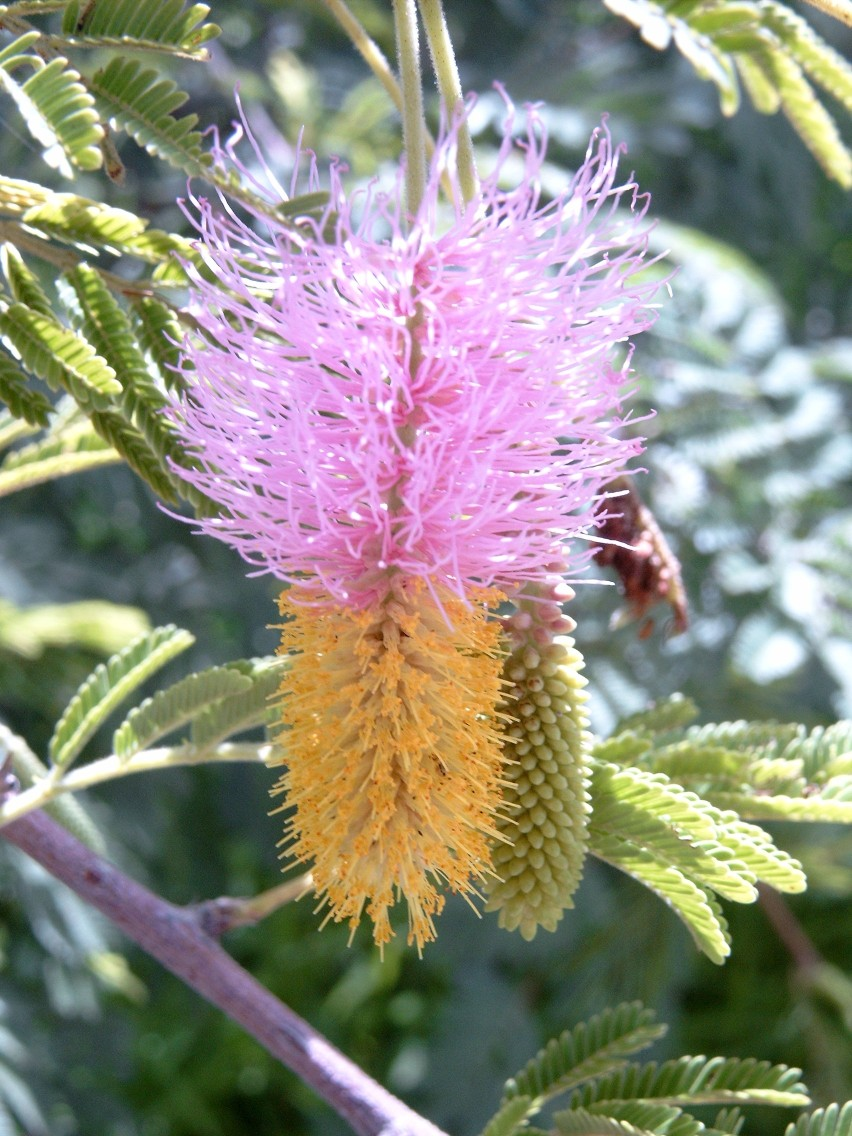
Racimo de flores.

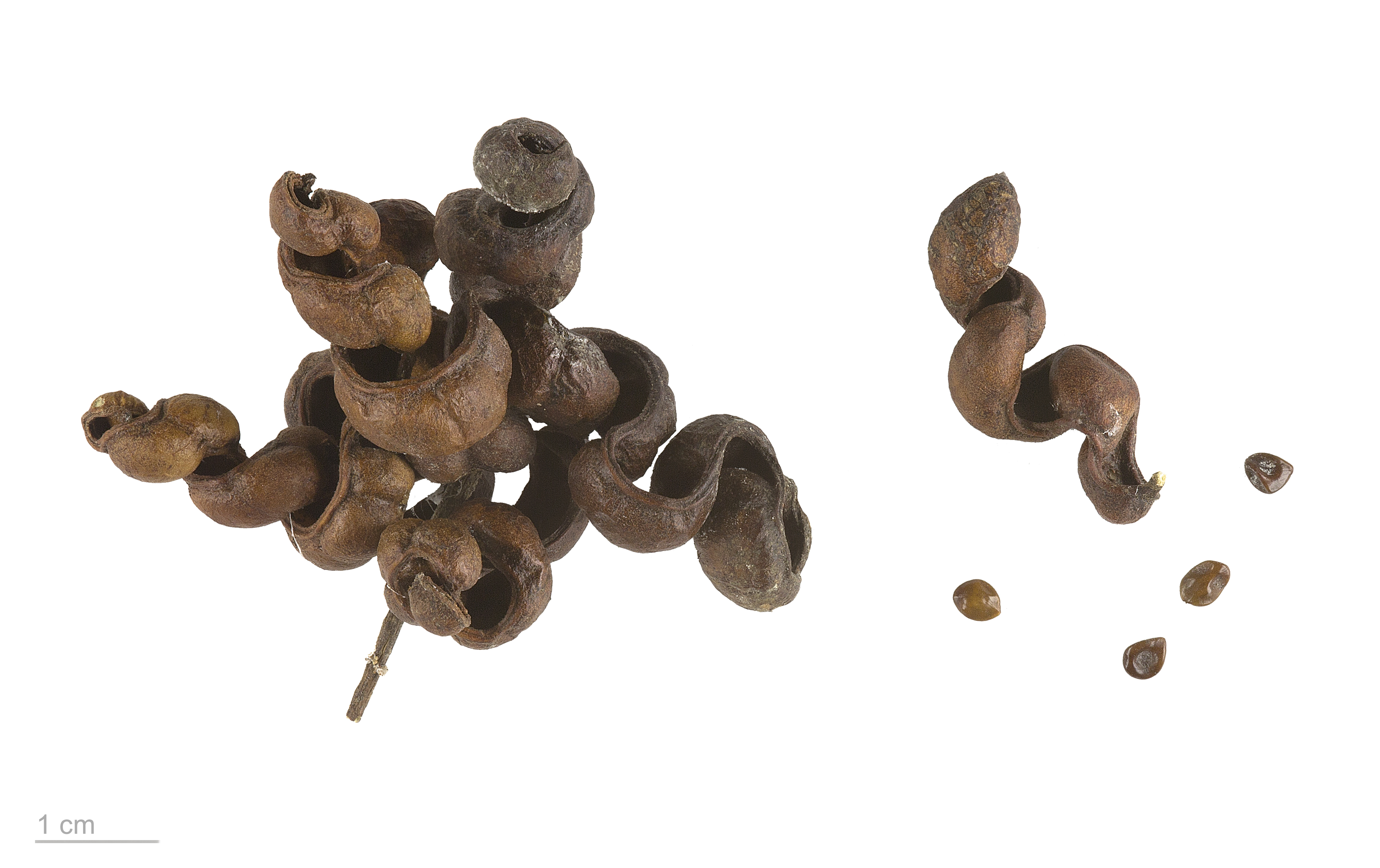
Dichrostachys cinerea - MHNT

## Descripción
D. cinerea es un arbusto o árbol pequeño que alcanza por lo común alturas máximas de 4 a 5 m y excepcionalmente en suelos propicios y húmedos alcanza hasta 10 m de altura y hasta 18 cm de diámetro. Sus troncos son bastante tortuosos, con numerosas ramificaciones gruesas y finas, muy espinosas que suelen formar entramados impenetrables. La corteza es gris, pardo grisácea o blanquecina y las espinas solitarias, gruesas y punzantes, de 1 a 2,5 cm de largo. Las ramas jóvenes hirsuto tomentosas. Hojas bipinnadas de 8 a 12 cm de largo, hasta 10 pares de raquis secundarios, cada uno con 12-30 pares de foliolos, verde oscuros, de 4-6 mm de largo. Inflorescencias en capítulos pendulosos de 4-5 cm, dos tercios de las flores, en la base, son masculinas rosadas, y el resto, en el ápice, hermafroditas amarillas. Las legumbres pardo oscuras, coriáceas, lampiñas, retorcidas, lineal comprimidas, indehiscentes o imperfectamente dehiscentes, interiormente continuas, de 3 a 5 cm de largo y de 0,5 a 1 cm de ancho, aparecen en racimos compactos. Semillas obovales comprimidas, de 6 a 10 por legumbre. Floración en Cuba en los meses de abril a septiembre. Los frutos maduran hasta el invierno en que secan, permaneciendo sin caer por algún tiempo.

## Ecología
Es una especie muy heliófila. Crece desde 0 a 1500 m de altitud sobre el nivel del mar (en Cuba sobrepasa los 800 m s. n. m.). Tiene un amplio rango ecológico en cuanto a precipitaciones, que pueden ser desde menores que 800 mm hasta mayores que 2000 mm. Sin embargo no tolera terrenos inundados. Crece achaparrada en sitios secos formando matorrales densos. Los suelos pueden ser desde ligeros arenosos hasta arcillosos pesados, desde ácidos hasta calizos y ultrabásicos.

## Especie invasora e indeseable
En Cuba y otras islas antillanas es una plaga, especie indeseable (que afecta producciones económicas) e invasora (que perjudica ecosistemas naturales o seminaturales). En Cuba sólo existe una subespecie, Dichrostachys cinerea (L.) Wight & Arn. ssp. africana Brenan & Brummitt var. africana, variedad ampliamente distribuida en África. Constituye la más importante entre las plantas invasoras e indeseables en Cuba. Esta se comporta como especie altamente invasora en lugares abiertos y soleados en Cuba. Esto se debe a que no tiene allí las plagas y enfermedades que frenan su desarrollo en sus lugares de origen. También se debe a su tolerancia a suelos diversos y a la sequía, a sus abundantes espinas, a la dureza de sus tallos, a la dispersión de semillas por el ganado y a la proliferación por retoños radicales formando tupidas espesuras.
Su introducción en Cuba ocurrió a mediados del siglo XIX, no se sabe exactamente cómo. Parece haber comenzado su expansión desde la provincia de Camagüey y de allí al resto de las provincias a lo largo de las principales vías de comunicación. Hacia 1930 ocupaba ya unas 443.190 ha. En 150 años se ha convertido en la planta que más ha proliferado en Cuba. A principios del siglo XXI cerca de 1.141.550 ha se encuentran invadidas (10% del territorio cubano, lo que es cerca de 18% de las tierras agropecuarias), afectando al 56% de las áreas ganaderas. Muchos lugares naturales y seminaturales han sido ocupados abrumadoramente por el marabú y han perdido sus formaciones vegetales nativas.
Su expansiva distribución se debe a que el ganado consume sus legumbres y disemina sus semillas con las deyecciones. Una vez establecida se expande y resulta muy difícil de erradicar porque sus largas raíces son capaces de originar numerosos retoños dondequiera que emerjan a la superficie del suelo. Su corte o quema contribuye a aumentar el número de retoños radicales.
En la Florida (Estados Unidos), D. cinerea está naturalizada, pero no es considerada como especie invasora (Wunderlin 1998). También existen reportes de su presencia en California.

## Métodos de control
El uso de herbicidas resulta efectivo pero muy costoso y contaminante. El control por corte requiere trabajo intensivo y continuo que solo es posible para pequeñas áreas. El control con maquinaria resulta difícil cuando los troncos han engrosado, y el desbroce afecta el suelo y no impide el rebrote. No tolera el encharcamiento permanente del suelo, por lo que la inundación es un método de control en terrenos llanos. No prolifera con sombra por lo que el desarrollo forestal con otras especies altas y frondosas que la cubran, o el desarrollo de cultivos densos controlan el marabú, pero sus raíces proliferan en los márgenes de esas áreas. El control por consumo intensivo del ganado puede ser un complemento del control por otros métodos. La erradicación del marabú resulta tan trabajosa y costosa que muy a menudo las tierras invadidas son abandonadas por los productores.

## Posibilidad de control biológico por plagas específicas
El marabú en Cuba es un caso paradigmático de planta invasora que debería ser estudiado como un objetivo adecuado para su control biológico clásico por medio de la introducción de enemigos naturales específicos, coevolucionados en su área de origen. 
Aunque D. cinerea está ampliamente distribuida en los trópicos del Viejo Mundo, nunca es dominante y raramente se desarrolla en matorrales puros. Un espectro de enemigos naturales se ha detectado, incluidos insectos y enfermedades micóticas. En la India y Sri Lanka se ha detectado el hongo mohoso Uredo deformis (Tyagi & Prasad) Bagyanarayana & Ravinder (“witches' broom rust”) que ataca las yemas, produciendo tejidos deformes que dan lugar a asombrosas “escobas de brujas”. En Australia D. cinerea (o una especie cercana) es atacada por el escarabajo Piroloides orfana (?) que lo defolia y destruye sus reservas. En México existe un hongo (?) que le produce marchitez. En Cuba la vaina del marabú es atacada por bruquidos del género Acanthoscelides, las hojas son atacadas por microlepidopteros y en 1927 se describe un hongo, Ustulunia zonata (?) que la ataca. Estos enemigos naturales y otros a descubrir podrían ser potencialmente útiles como agentes de control biológico. El gobierno cubano está en negociaciones con instituciones de otros países para desarrollar proyectos de investigación sobre los enemigos naturales y el control biológico de D. cinerea.

## Beneficios
A pesar de su enorme impacto ambiental negativo en Cuba, el marabú resulta allí útil en algunos aspectos. Protege grandes áreas de suelos desprovistos de vegetación natural contra la erosión, sobre todo en las franjas hidroreguladoras de las cuencas fluviales. Por su impenetrabilidad, resulta positiva como refugio para especies nativas de la fauna afectadas por especies depredadoras introducidas o por la caza furtiva. Es de alguna utilidad como planta apícola. Es fuente de alimento proteico para el ganado, especialmente el ovino-caprino. Su madera es muy dura, duradera, inmune al ataque de hongos e insectos, de alta densidad (1,11- 1,23 g/cm³ con 15 % de humedad), de textura fina y grano recto, difícil de trabajar, es utilizada para cercas, construcciones rústicas y ebanistería. Se utiliza como leña, que tiene buena combustión, produce brasas duraderas, su poder calórico es de 4654 kcal/kg, y produce poco humo y cenizas; es muy buena para fabricar carbón. El marabú en Cuba, por su extensión, puede ser fuente de biomasa para combustible sólido de baja densidad. Se calcula que con maquinaria y el consumo de una tonelada de petróleo pueden cortarse 800 toneladas de biomasa (que equivalen a la energía de 267 a 400 t de petróleo), en 13,43 ha (1 caballería cubana), en un turno de trabajo (Méndez y Ramos, 2004).

## Usos medicinales
Roig (1974) informa el uso en Camagüey, Cuba, de corteza y frutos como antiséptico, y que toda la planta es rica en taninos por lo que debe ser buen astringente.
Dalzield (1948) dice que en Sierra Leona es usada su corteza para tratar la elefantiasis, la sífilis, la gonorrea y la lepra, y que también es usada como vermífugo.